# 多賀谷伊徳
多賀谷 伊徳（たがや いとく、1918年4月1日 - 1995年4月24日）は、日本の画家。前衛的な抽象画を多く描いた。

## 年譜
- 1918年 - 4月1日、福岡県芦屋町に生まれる。
- 1938年 - 第2回主線美術展に初入選する。池袋モンパルナスの一員となりシュールレアリスムの画家達と交遊を持つ。
- 1939年 - 第9回独立美術展に入選、同年、福沢一郎等が創立した美術文化協会に参加する。同年徴兵にて大刀位置一洗飛行隊に入隊し除隊まで戦地より美術文化展に出品を続ける。
- 1944年 - 第5回美術文化展で美術文化賞受賞。
- 1946年 - 美術文化協会会員となる。
- 1947年 - 前衛美術家が集まり結成された日本アヴァンギャルド美術家クラブに参加、有楽町アーニー・パイル芸術劇場内の図書館に出品して米国コレクターに注目を受ける。
- 1954年 - 末松正樹と共に渡欧、パリ個展開催、サロン・デ・レアリテ・ヌーヴェル展出品。岡本太郎の招きで二科会に参加。
- 1958年 - 九州有田で磁器壁画の制作に成功。
- 1960年 - 岡本太郎と共に二科を脱会、その後は欧州、東京年各1回の個展活動に入る。
- 1972年 - 年北九州市庁舎1階市民ホールの壁画完成。
- 1974年 - タガヤ美術館開館。
- 1977年 - 多賀谷伊徳作品集を刊行。
- 1981年 - 西日本文化大賞受賞。
- 1987年 - スウェーデン個展。
- 1988年 - 北九州市立美術館大個展後一線を退く。
- 1995年 - 4月24日午前10時55分、北九州市八幡西区萩原中央病院にて脳血栓で死去。享年77。

## 参考資料
- 日本美術年鑑・東京国立文化財研究所平成8年版、
- 北九州市立美術館・企画展図録No.20